# Islas Airways
A Islas Líneas Aéreas, operando como Islas Airways, era uma companhia aérea com sede em Tenerife, Espanha, que oferecia serviços regulares inter-ilhas nas Ilhas Canárias a partir do Aeroporto de Tenerife Norte. Foi estabelecido em 2002 e iniciou suas operações em fevereiro de 2003.
Islas Airways suspendeu todas as operações de voo em 16 de outubro de 2012.

## Frota
Em janeiro de 2011, a frota da Islas Airways consistia em seis aeronaves turboélice ATR 72 (2 ATR72-202, 1 ATR72-212 e 3 novos ATR72-500) com uma idade média de 4 anos, cada uma das quais estava equipada com 70 assentos de passageiros em um layout de cabine totalmente em classe econômica.